# Baby Bonnie Hood
Baby Bonnie Hood, spesso abbreviato in B.B. Hood, e conosciuta in Giappone come Bulleta (バレッタ?, Baretta) è un personaggio immaginario della saga videoludica di picchiaduro Darkstalkers, conosciuta in Giappone come Vampire Savior sviluppata e distribuita dalla Capcom. Il design del personaggio è stato curato da  Yoshiki Okamoto.

## Storia del personaggio
Il personaggio è stato introdotto nel videogioco per arcade Darkstalkers 3 del 1997, ed è stato successivamente incluso in tutti i capitoli successivi della serie. È inoltre un personaggio giocabile in SNK vs. Capcom: Card Fighters Clash, SNK vs. Capcom: Match of the Millennium, Cannon Spike, SNK vs. Capcom: Card Fighters DS e Marvel vs. Capcom 2: New Age of Heroes. Inoltre fa apparizioni cameo in altri titoli come Pocket Fighters, Capcom Fighting Evolution, Ultimate Marvel vs. Capcom 3 e Marvel vs. Capcom Origins.
Visivamente e concettualmente il personaggio è ispirato alla piccola protagonista della fiaba Cappuccetto Rosso. Tuttavia nonostante B.B. Hood ne erediti l'aspetto innocente ed inoffensivo e la giovane età (all'incirca 10-14 anni), il personaggio risulta essere dotato di una personalità violenta e psicopatica. B.B. Hood lavora come cacciatrice di taglie per pura avidità, ed è uno dei pochissimi personaggi giocabili della saga ad essere totalmente umano.
Loa rivista Sega Saturn Magazine ha descritto B.B. Hood come "un personaggio davvero cool ed originale" e ha elogiato la vitalità dei suoi attacchi. A gennaio 1998 è stata nominata come miglior personaggio dei videogiochi del 1997 dalla rivista Gamest.